# Jacob Clear
Jacob Peter Clear, OAM (* 18. Januar 1985 in Sydney) ist ein ehemaliger australischer Kanute und Olympiasieger.

## Karriere
Jacob Clear nahm an drei Olympischen Spielen teil. Seine erste Teilnahme erfolgte anlässlich der Olympischen Spiele 2008 in Peking, bei denen er auf der 500-Meter-Strecke im Zweier-Kajak mit Clint Robinson antrat. Die beiden scheiterten im Halbfinale. Vier Jahre darauf gehörte Clear in London neben Tate Smith, David Smith und Murray Stewart zum australischen Aufgebot im Vierer-Kajak. Nach einem dritten Rang im Vorlauf qualifizierten die Australier sich nach einem Sieg im Halbfinale für den Endlauf. Diesen beendeten sie nach 2:55,085 Minuten auf dem ersten Platz vor dem ungarischen Vierer-Kajak und der tschechischen Mannschaft und wurden damit Olympiasieger. Bei den Olympischen Spielen 2016 in Rio de Janeiro ging Clear erneut im Vierer-Kajak an den Start und erreichte mit der Mannschaft ein weiteres Mal das Finale. Diesmal verpassten die Australier als Viertplatzierte jedoch knapp einen Medaillengewinn. Sie überquerten nach 3:06,731 Minuten die Ziellinie, 1,6 Sekunden hinter dem tschechischen Vierer-Kajak.
Clear war mit dem Vierer-Kajak auf der 1000-Meter-Strecke auch bei Weltmeisterschaften erfolgreich. 2011 sicherte er sich in Szeged die Silbermedaille und belegte 2013 in Duisburg den dritten Platz.
Für seinen Olympiasieg erhielt er 2014 die Medal of the Order of Australia.